# 白鹭村
26°14′42″N 115°08′56″E / 26.24500°N 115.14889°E
白鹭村位于中国江西省赣州市赣县白鹭乡，距赣州市63公里，2008年被列为中国历史文化名村。
白鹭村现面积为0.2平方公里，百年以上的赣派民居有140多栋，住有近六百户人家，2500人。
2006年白鹭村古建筑群（含：恢烈公祠、王太夫人祠、兴复堂、佩玉堂）被列为第五批江西省文物保护单位。